# Lucia Morico
Lucia Morico (Fano, 12 de diciembre de 1975) es una deportista italiana que compitió en judo.
Participó en los Juegos Olímpicos de Atenas 2004, obteniendo una medalla de bronce en la categoría de –78 kg. Ganó cinco medallas en el Campeonato Europeo de Judo entre los años 2000 y 2005.

## Palmarés internacional
| Juegos Olímpicos   | Juegos Olímpicos        | Juegos Olímpicos  | Juegos Olímpicos |
| Año                | Lugar                   | Medalla           | Categoría        |
| ------------------ | ----------------------- | ----------------- | ---------------- |
| 2004               | Atenas (Grecia)         | Medalla de bronce | –78 kg           |
| Campeonato Europeo |                         |                   |                  |
| Año                | Lugar                   | Medalla           | Categoría        |
| 2000               | Breslavia (Polonia)     | Medalla de plata  | Abierta          |
| 2002               | Maribor (Eslovenia)     | Medalla de plata  | –78 kg           |
| 2003               | Düsseldorf (Alemania)   | Medalla de oro    | –78 kg           |
| 2004               | Bucarest (Rumania)      | Medalla de plata  | –78 kg           |
| 2005               | Róterdam (Países Bajos) | Medalla de bronce | –78 kg           |